# Joel González
Joel González Bonilla (ur. 30 września 1989 w Figueres) – hiszpański zawodnik taekwondo.
W 2012 roku zdobył złoty medal na letnich igrzyskach olimpijskich w Londynie w kategorii do 58 kg. Na igrzyskach w Rio de Janeiro w 2016 roku wywalczył brązowy medal pokonując Edgara Contrerasa z Wenezueli.